# 23578 Бедекер
23578 Бедекер (23578 Baedeker) — астероїд головного поясу, відкритий 22 лютого 1995 року.
Тіссеранів параметр щодо Юпітера — 3,200.
Названий на честь німецького видавця, автора перших путівників Карла Бедекера.